# .38 Super
.38 Super або .38 Super Automatic (позначення C.I.P.) — пістолетний набій який вперше було представлено у 20—х роках ХХ століття як потужніший варіант широко поширеного набою .38 ACP (або .38 Auto) Боєприпас виявився вельми вдалим і до сих пір широко популярний, особливо серед спортсменів у змаганнях з практичної стрільби. Відомий також під позначеннями: .38 Colt Super Automatic, .38 Super Auto, .38 Super ACP, .38 Super +P, Super 38, 9x23mmSR +P.